# Handschuh (Einheit)
Der Handschuh, auch mit Spitzfässel/Spitzfäßl bezeichnet, war als Volumenmaß ein altbayerisches Biermaß für Weißbiere in München.  Im Königreich Bayern unterschied man seit 1809 in altbayerische  und rheinbayerisch-pfälzische Maße. Unter Spitzfässel war ein kleines Fässchen zu verstehen.
- 1 Handschuh = 28 Maß (etwa 30 Liter)